# Martin Ridge (Mac-Robertson-Land)
Martin Ridge ist ein felsiger Gebirgskamm im ostantarktischen Mac-Robertson-Land. In den Prince Charles Mountains ragt er an der Südseite der Amery Peaks auf.
Australische Kartographen kartierten ihn anhand von Luftaufnahmen der Australian National Antarctic Research Expeditions aus den Jahren 1956 und 1960. Das Antarctic Names Committee of Australia benannte ihn nach Gregory T. Martin, Elektroingenieur auf der Mawson-Station im antarktischen Winter 1965.